# Julia Przyłębska

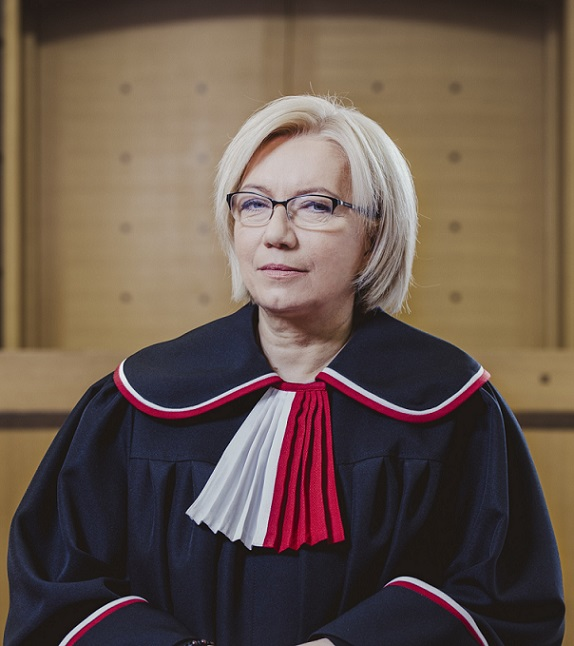
Julia Przyłębska

Julia Przyłębska (* 16. November 1959 in Bydgoszcz) ist eine polnische Rechtswissenschaftlerin und war von 2016 bis 2024 Präsidentin des Polnischen Verfassungsgerichtshofs (polnisch Trybunał Konstytucyjny).

## Leben

### Akademische Laufbahn
Julia Przyłębska studierte bis 1982 an der Universität Posen Rechtswissenschaft. Im ersten Studienjahr wurde sie Mitglied des Sozialistischen Studentenverbandes SZSP. Sie schloss ihr Studium mit einem Magister ab.  

### Richter- und Diplomatenkarriere
Nach bestandener Richterprüfung in Posen war sie ab 1988 Richterin zunächst am Amtsgericht Posen, dann ab 1991 am Landgericht Posen. 1998 legte sie ihre Richtertätigkeit nieder und wechselte in den diplomatischen Dienst, wo sie zunächst als Generalkonsulin in Köln und dann Berlin tätig war. In dieser Zeit engagierte sie sich in der Stiftung Polnisch-Deutsche Aussöhnung und wurde hierfür von der Gesellschaft der jüdischen Kämpfer und Geschädigten des Zweiten Weltkriegs ausgezeichnet. 2001 wechselt sie wieder in den Richterberuf und war am Landgericht Posen tätig, um 2003 erneut als Diplomatin nach Berlin zu gehen. In Berlin konzentrierte sich ihre Tätigkeit auf die Zusammenarbeit mit der Gauck-Behörde. Ab 2007 war sie wieder Richterin am Landgericht Posen, wo sie zur Vorsitzenden der Kammer für Sozialversicherungssachen aufstieg.
Am 9. Dezember 2015 wurde sie von Präsident Andrzej Duda zur Richterin am Verfassungsgerichtshof und am 21. Dezember 2016 zur Präsidentin des Verfassungsgerichtshofs bestellt. Ihre Ernennung ist umstritten. Unter ihrem Vorsitz hat der Verfassungsgerichtshof das Recht auf Abtreibung in Polen weiter eingeschränkt.
Sie gilt als konservativ und der Partei Recht und Gerechtigkeit (PiS) nahestehend. Unter ihrer Leitung des Verfassungsgerichtes wurde mit einer Entscheidung vom 7. Oktober 2021 der Vorrang des Rechts der europäischen Union erneut infrage gestellt (siehe auch: Polnische Verfassungskrise und Justizreformen (seit 2015)). Im November 2024 trag Przyłębska zurück.

### Familie
Der Vater Julia Przyłębskas war Mitglied der Polnischen Vereinigten Arbeiterpartei und leitete das Staatliche Notariatsbüro. Sie ist mit Andrzej Przyłębski, Philosophie-Professor an der Universität Posen und bis 2022 polnischer Botschafter in Berlin, verheiratet. Das Ehepaar hat zwei Kinder.